# Огирівка
Огирі́вка — село Миргородського району Полтавської області. Населення станом на 2001 рік становило 387 осіб. Входить до Білоцерківської сільської об'єднаної територіальної громади з адміністративним центром у с. Білоцерківка.

## Географія
Село Огирівка знаходиться біля витоків річки Гнилиця. На відстані до 2 км розташовані села Байрак, Коноплянка та Поділ. До села примикає лісовий масив (сосна). Поруч проходять автомобільні дороги Т 1720 та М03.
Віддаль до селища Велика Багачка — 15 км. Найближча залізнична станція Сагайдак — за 13 км.

## Історія
Село Огирівка виникло в другій половині XIX ст. як хутір Білоцерківської волості Хорольського повіту Полтавської губернії.
На карті 1869 року поселення було позначене як хутір Фурсина.
За переписом 1900 року хутір Огирівка Білоцерківської волості Хорольського повіту Полтавської губернії був центром Огирівської козацької громади. Він мав 28 дворів, 265 жителів.
У 1912 році у хуторі Огирівці було 45 жителів, діяла земська школа.
У січні 1918 року в селі розпочалась радянська окупація.
Станом на 7 вересня 1923 року Огирівка була центром Огирівської сільської ради Білоцерківського району Полтавської округи. Село було центром сільської ради і станом на 1928 рік.
У 1932–1933 роках внаслідок Голодомору, проведеного радянським урядом, у селі загинуло 25 мешканців, у тому числі встановлено імена 8 загиблих. Збереглися свідчення про Голодомор місцевих жителів.
З 23 вересня 1941 по 24 вересня 1943 року Огирівка була окупована німецько-фашистськими військами.
У 1956 році в селі було відкрито пам'ятник воїнам-односельцям, які полягли під час Німецько-радянської війни, та на братській могилі радянських воїнів і партизанів.
Село входило до Подільської сільської ради Великобагачанського району.
13 серпня 2015 року шляхом об'єднання Балакліївської, Білоцерківської, Бірківської та Подільської сільських рад Великобагачанського району була утворена Білоцерківська сільська об'єднана територіальна громада з адміністративним центром у с. Білоцерківка.

## Економіка
- ФГ "Алісон"

## Політика

### Парламентські вибори, 2019
На позачергових парламентських виборах 2019 року у селі функціонувала окрема виборча дільниця № 530025, розташована у приміщенні клубу.
Результати
- зареєстрований 221 виборець, явка 61,09%, найбільше голосів віддано за «Слугу народу» — 48,89%, за Всеукраїнське об'єднання «Батьківщина» — 14,81%, за Радикальну партію Олега Ляшка — 11,11%.[2] В одномандатному окрузі найбільше голосів отримала Анастасія Ляшенко (Слуга народу) — 37,12%, за Олексія Баганця (Всеукраїнське об'єднання «Батьківщина») — 18,18%, за Фахраддіна Мухтарова (самовисування) — 9,85%[3].

## Свято села
Щороку 12 липня проводиться свято села Огирівка.

## Об'єкти соціальної сфери
- Огирівська загальноосвітня школа І-ІІ ступенів
- Будинок культури
- Бібліотека
- Медичний пункт

## Пам'ятки історії
- Пам'ятник воїнам-односельцям, які полягли під час Німецько-радянської війни
- Братська могила радянських воїнів, партизанів

## Відомі люди
- 18 червня 1935 року в селі народився Іван Якович Нечитайло — український письменник, член Національної спілки письменників України від 1998 року.
- 15 червня 1941 року  в селі народився Моцар Іван Миколайович - український журналіст, письменник, фольклорист, художник член Національної спілки журналістів України.